# الدب والتنين (رواية)
الدب والتنين The Bear and the Dragon هي رواية إثارة تقنية للكاتب الأمريكي توم كلانسي وصدرت في 21 أغسطس 2000. وهي رواية متابعة لرواية «أوامر تنفيذية» (1996).
وتقع الرواية في أكثر من 1028 صفحة، وتعد أطول رواية لتوم كلانسي. ظهر الكتاب في المرتبة الأولى على قائمة أفضل الكتب مبيعا لصحيفة نيويورك تايمز.

## القصة
تدور الأحداث حول تعامل الرئيس الأمريكي جاك رايان مع الحرب بين روسيا والصين، الذين يشار إليهما باسم «الدب الروسي» و«التنين الصيني» على التوالي.